# Ken Thompson
Kenneth Lane Thompson (ur. 4 lutego 1943 w Nowym Orleanie, Luizjana) – amerykański programista, twórca języków programowania B i Go oraz systemu operacyjnego Unix.

## Życiorys
Thompson urodził się 4 lutego 1943 roku w Nowym Orleanie. W roku 1965 uzyskał licencjat, a rok później tytuł magistra elektrotechniki oraz informatyki na Uniwersytecie Kalifornijskim w Berkeley. W latach sześćdziesiątych pracował razem z Dennisem Ritchie nad systemem operacyjnym Multics. W trakcie jego rozwoju, Thompson opracował język programowania Bon. Oba projekty zostały porzucone, gdy stały się zbyt skomplikowane, lecz zdobyte doświadczenia przenieśli ze sobą do Bell Labs, gdzie Thompson i Ritchie zaczęli prace nad systemem Unix. W tym samym ośrodku Thompson stworzył język programowania B, prekursor powstałego kilka lat później języka C autorstwa Dennisa Ritchiego.
Będąc od 1975 do 1976 roku wizytującym profesorem na swej macierzystej uczelni, Thompson zainstalował w jednej z pracowni system Unix na komputerach PDP, co niedługo później dało początek projektowi BSD. W latach 90. XX wieku uczestniczył w tworzeniu systemów Plan 9 (UTF8) i Inferno. Odszedł z Bell Labs w grudniu 2000 roku. Do 2006 roku pracował w Entrisphere, Inc., a zaś obecnie w Google.

## Dokonania
Oprócz prac nad językami programowania i systemem Unix, Thompson zaprojektował również wersję edytora QED przeznaczoną dla systemu CTSS, która była przełomowa z powodu wykorzystania wyrażeń regularnych do wyszukiwania tekstu. QED oraz późniejszy edytor Thompsona, ed (domyślny edytor Uniksa) przyczyniły się do spopularyzowania użycia wyrażeń regularnych w wielu aplikacjach komputerowych, gdyż dotąd były one traktowane głównie jako narzędzie (lub zabawka) dla logików. Wyrażenia regularne stały się podstawą wielu uniksowych narzędzi do przetwarzania tekstu (np. grep), a nawet współczesnych języków programowania, jak Perl. Prawie wszystkie dzisiejsze aplikacje wykorzystujące wyrażenia regularne wykorzystują jeden z wariantów wprowadzonej przez Thompsona notacji służącej do ich zapisu.
Wspólnie z Josephem Condonem opracował sprzęt komputerowy oraz oprogramowanie dla Belle, szachowego komputera, który w 1980 roku zdobył mistrzostwo USA, a później i świata komputerów. Thompson napisał również programy do generowania kompletnej listy zakończeń szachowych, umożliwiając graczom komputerowym wykonywanie „perfekcyjnych” ruchów, gdy tylko na szachownicy pojawi się jedna z zaprogramowanych sytuacji. Później, z pomocą eksperta od zakończeń szachowych, Johna Roycrofta, opublikował swoje pierwsze rezultaty na CD-ROM-ie.
Inne z wynalazków informatycznych zawdzięczanych Thompsonowi to hierarchiczny system plików oraz potoki komend.

## Nagrody
W 1980 został wybrany do Amerykańskiej Narodowej Akademii Inżynierii i Narodowej Akademii Nauki. Wraz z Dennisem Ritchie w 1983 został wyróżniony Nagrodą Turinga za ogólny wkład w rozwój systemów operacyjnych oraz stworzenie systemu Unix. W 1998 za to samo zostali odznaczeni amerykańskim Narodowym Medalem Technologii. Inne zdobyte wyróżnienia to: przyznawana przez IEEE Nagroda Emmanuela Piore oraz Medal Richarda W. Hamminga. Za zasługi dla współczesnej informatyki społeczność grup dyskusyjnych Usenetu uzgodniła swego czasu, że będzie on nazywany po prostu Ken.

## Zainteresowania
Jego główne hobby to pilotowanie samolotów. Słynny jest jego wyjazd do Moskwy w grudniu 1999 roku wyłącznie po to, aby pilotować Miga-29.